# La Ventilla (Córdoba)
La Ventilla es una localidad española del municipio de Fuente Palmera, perteneciente a la provincia de Córdoba, en la comunidad autónoma de Andalucía.

## Historia
Hacia mediados del siglo XIX, el lugar, ya por entonces perteneciente a Fuente Palmera, tenía contabilizadas 7 casas de teja y 10 de rama, con una población de 95 habitantes. La localidad aparece descrita en el decimoquinto volumen del Diccionario geográfico-estadístico-histórico de España y sus posesiones de Ultramar de Pascual Madoz de la siguiente manera:

VENTILLA (la): ald. en la prov. y dióc. de Córdoba (6 leg.), part. jud. de Posadas (2), ayunt. y térm. de Fuente Palmera (V.). Está situada en llano, y se compone de 7 casas de teja y 10 de rama en que habitan 20 vec., 95 almas.
(Madoz, 1849, p. 663)

En 2022, la entidad singular de población tenía empadronados 655 habitantes y el núcleo de población 576 habitantes.